# 服部四郎
服部 四郎（はっとり しろう、1908年〈明治41年〉5月29日 - 1995年〈平成7年〉1月29日）は、日本の言語学者。東京大学名誉教授。

## 人物
1908年、三重県鈴鹿郡亀山町（現・亀山市）生まれ。津中学校卒業。第一高等学校時代に読んだ安藤正次の『言語学概論』で、日本語の起源が不明であることを知り、言語学を志すようになった。 1931年、東京帝国大学文学部言語学科卒業。言語学、国語学、アイヌ語、朝鮮語、モンゴル語、満洲語、トルコ語、中国語などを、藤岡勝二、橋本進吉、金田一京助、小倉進平らに教わる。大学での同期には有坂秀世がいた。また、学部時代に、琉球（沖縄）出身の仲宗根政善をインフォーマントとして言語調査を行っている。
1933～1936年には、日本学術振興会の援助を受け、旧満洲国北部ハイラルなどで、モンゴル語、ブリヤート語やタタール語などのアルタイ諸語の研究を行った。1943年、文学博士の学位を取得（学位請求論文：「元朝秘史の蒙古語を表はす漢字の研究」）。

## 職歴
- 1936年 - 東京帝国大学文学部講師
- 1942年 - 同助教授
- 1942年 - 慶應義塾大学語学研究所スタッフ[注 1]
- 1949年 - 東京大学教授 文学部勤務 言語学講座担当
- 1950年 - ミシガン大学交換教授
- 1955年 - 琉球大学 招聘教授[注 2]
- 1966年 - 榊原陽により東京言語研究所創設  初代運営委員長
- 1969年 - 東京大学名誉教授
- 1972年 - 日本学士院会員
- 1975年 - 日本言語学会会長（1977年3月まで）
- 1982年 - 国際言語学者会議（第13回）会長

## 業績・評価
言語学者として、日本語、琉球語、アイヌ語、朝鮮語、モンゴル諸語、満州語、テュルク諸語（アルタイ諸語）、中国語、英語、ロシア語など多岐に渡る言語を研究した。これは言語学を「各個別言語を通して究極的に人間の言語能力の解明を目指す学問」と捉えていたからとされる。それら研究対象言語には話者（インフォーマント）に直接学び、フィールドワークでの言語学の方法論を取った。また、無文字社会の言語の研究のみならず、万葉集や元朝秘史などの文献に基づく言語学も行っていることから、文献学もまた言語の解明に不可欠なものと見ていた。歴史言語学・比較言語学の方面においても、日本語諸方言アクセントの比較研究、厳密な音声学に基づく日本語と琉球語の同系関係の証明、古モンゴル語の音韻史の解明などもある。
従来の外国の言語理論や学説をただ輸入するのではなく、厳密な実証主義や経験科学に基づき、独自に理論や学説を修正、精密化した。輸入学問の側面が強かった言語学を改め、日本におけるサイエンスとしての言語学の確立を成したとされる。業績は、国内外を問わず、言語学そのものの進展に貢献した。
1955年頃からは少数言語として、アイヌ語・琉球語の研究に本格的に着手している。危機に瀕する言語としての認識を持ち、精力的に研究を行ったほか、急務を要する重要性の高い研究であることを度々主張した。危機言語研究の先駆けをなすものとして評価されるものである。1964年に公刊された『アイヌ語方言辞典』はその成果である。教育者としても多くの研究者を指導した。
デニス・サイナーは「東方学」（2002年）所収の「常設国際アルタイ学会(PIAC)の四十五年――歴史と回想」の中で、1995年には「二人の偉大な日本人アルタイ学者、服部四郎と村山七郎が亡くなった。」と述べている。2003年に国際日本文化研究センターより刊行された『日本語系統論の現在』（アレキサンダー・ボビン/長田俊樹 共編）の冒頭にも、「This book is dedicated to the four scholars who contributed the most to the study of the origins of the Japanese language in the 20th century: Hattori Shiro, Samuel E.Martin, Murayama Shichiro, and Osada Natsuki.」（本書を20世紀における日本語の起源・系統研究に最も貢献した服部四郎、サミュエル・E・マーチン、村山七郎、長田夏樹の4人の先達に捧ぐ。）とある。

## 家族・親族
「私生活では、モンゴルのタタール族の王女を娶った」との記述があるが、これはスキャンダルを好むマスコミのサービス的報道に基づく認識であり、服部四郎が残した記録には王女である証拠はない。また、モンゴルではなく、現ロシアのペンザ州から満州のハイラルへ亡命したタタール族である。「満州・ハイラルに言語のフィールド調査に来ていた服部四郎は、インフォーマントとして、亡命したタタール族からタタール語を教わっており、その時出逢った女性を娶った」というのが、記録に基づく正確な事実である。なお、娶った女性の国籍は、行政等の資料では「無国籍人」となっている。

## 受賞・栄典・顕彰
- 1971年（昭和46年）- 文化功労者
- 1978年（昭和53年）- 勲二等旭日重光章
- 1979年（昭和54年）- NHK放送文化賞
- 1983年（昭和58年）- 文化勲章、常設国際アルタイ学会PIACメダル、亀山市名誉市民

## 著書

### 単著
- 「国語方言学：アクセントと方言」『国語科学講座 : 第３輯』明治書院、1933年。
- 「現代語の研究と土耳古諸方言」『帝国学士院東亜諸民族調査室報告会記録 第3号』帝国学士院、1941年。
- 『蒙古とその言語』湯川弘文社〈文化科学叢書〉、1943年。
- 『元朝秘史の蒙古語を表はす漢字の研究』文求堂、1946年。
- 『蒙古字入門』文求堂、1946年。
- 『国語ローマ字の綴字法の研究』 研究社 1947年
- 『金と銀のさいころ［アルタイ系諸族昔ばなし］』 彰考書院 1948年
- 『音声学』 岩波書店 1951年
- 『音韻論と正書法』 研究社 1951年
- 『服部四郎教授 言語学論文集 I・II』 東京大学言語学教室 1954年。謄写版刷
- 『基礎語彙調査表』 東京大学言語学教室 1957年
- 『日本語の系統』 岩波書店 1959年
- 『言語学の方法』 岩波書店 1960年
- 『英語基礎語彙の研究』 三省堂 1968年
- 『服部四郎退職記念 論文集』1969年。私家版
- 『新版 音韻論と正書法－新日本式つづり方の提唱』 大修館書店 1979年、再版1990年
- 『音声学－録音カセットテープ、同テキスト付－』 岩波書店 1984年
- 『服部四郎論文集 第1巻 アルタイ諸言語の研究 I』 三省堂 1986年
- 『服部四郎論文集 第2巻 アルタイ諸言語の研究 II』 三省堂 1987年
- 『服部四郎論文集 第3巻 アルタイ諸言語の研究 III』 三省堂  1989年
- 『邪馬台国はどこか』 朝日出版社 1990年
- 『一言語学者の随想』 汲古書院 1992年
- 『服部四郎論文集』 第4巻 アルタイ諸言語の研究 IV』（英文） 三省堂 1993年
- 『日本語の系統』 岩波文庫 1999年（1959年版を改訂、全12篇。大江孝男解説）
- 『服部四郎 沖縄調査日記』 汲古書院・汲古選書 2008年。服部旦編
- 『日本祖語の再建』 上野善道補注、岩波書店  2018年

### 共著
- 『Romazibun to eigo no otogibanasi』Namiki Yosioと共著、文求堂 1947年
- 『中原音韻の研究 校本編』藤堂明保と共著、江南書院 1958年
- 『世界の民話と伝説 第6巻』柴田武・金素雲と共著、さ・え・ら書房 1961年
- 『東方学回想 Ⅷ　学問の思い出〈3〉』東方学会編、刀水書房、2000年 - 座談での回想を収録

### 編著
- 『蒙古文鈔』 文求堂 1939年
- 『アイヌ語方言辞典（第1刷）』岩波書店 1964年
- 『言語の系統と歴史』 岩波書店 1971年
- 『アイヌ語方言辞典（第2刷）』岩波書店 1981年
- 『言語学ことはじめ』 （私家版）1984年
- 『アイヌ語方言辞典（第3刷）』岩波書店 1995年

### 共編著
- 『蒙文元朝秘史 巻1』（都嗄爾扎布 共編）文求堂、1939年。
- 『世界言語概説 下巻』 （市河三喜博士と共編） 研究社 1955年
- 『伊波普猷全集』（全11巻、仲宗根政善、外間守善と編集委員）平凡社 1974-76年
- 『日本の言語学 第3巻：文法I』（大野晋、阪倉篤義、松村明と共編）大修館書店 1978年
- 『日本の言語学 第4巻：文法II』（大野晋、阪倉篤義、松村明と共編）大修館書店 1979年
- 『日本の言語学 第1巻：言語の本質と機能』（川本茂雄、日下部文夫、柴田武と共編）大修館書店 1980年
- 『日本の言語学 第7巻：言語史』 （亀井孝、築島裕と共編）大修館書店 1981年
- 『日本の言語学 第8巻：総索引』（川本茂雄、柴田武と共編）大修館書店 1985年
- 『Proceedings of the 13th International Congress of Linguists, August 29-September 4, 1982, Tokyo』 (Shiro Hattori、Kazuko Inoue 編）Proceedings Publishing Committee 1983年
- 『Language Atlas of the Pacific Area. Part I.II』 (S.A Wurm、Shiro Hattori 編) The Australian Academy of the Humanities in collaboration with the Japan Academy 1981年、1983年 NCID BA03264272

### 訳書
- 『「音素」の定義』 トワデル（英語版）著 研究社 1959年
- 『失語症と言語学』 ロマーン・ヤーコブソン著 （編・監訳） 岩波書店  1976年
- 『ロマーン・ヤーコブソン選集 II ：言語と科学』 （編・監訳） 大修館書店 1978年
- 『ロマーン・ヤーコブソン選集 I：言語の分析』 （編・監訳） 大修館書店 1986年
- 『構造的音韻論』 ロマーン・ヤーコブソン著 （編・監訳） 岩波書店 1996年

### 論文
- 服部四郎「日本祖語について」-『月刊言語』7巻1号-8巻12号 大修館書店 1978-79年
『日本祖語の再建』（岩波書店）の元版で、上野善道が校訂・補注
  - 服部四郎（1978.01）「日本祖語について・1」『月刊言語』7巻1号
  - 服部四郎（1978.02）「日本祖語について・2」『月刊言語』7巻2号
  - 服部四郎（1978.03）「日本祖語について・3」『月刊言語』7巻3号
  - 服部四郎（1978.04）「アルタイ諸言語・朝鮮語・日本語の母音調和」『月刊言語』7巻4号
  - 服部四郎（1978.06）「日本祖語について・4」『月刊言語』7巻6号
  - 服部四郎（1978.07）「日本祖語について・5」『月刊言語』7巻7号
  - 服部四郎（1978.08）「日本祖語について・6」『月刊言語』7巻8号
  - 服部四郎（1978.09）「日本祖語について・7」『月刊言語』7巻9号
  - 服部四郎（1978.10）「日本祖語について・8」『月刊言語』7巻10号
  - 服部四郎（1978.11）「日本祖語について・9」『月刊言語』7巻11号
  - 服部四郎（1978.12）「日本祖語について・10」『月刊言語』7巻12号
  - 服部四郎（1979.01）「日本祖語について・11」『月刊言語』8巻1号
  - 服部四郎（1979.02）「日本祖語について・12」『月刊言語』8巻2号
  - 服部四郎（1979.03）「日本祖語について・13」『月刊言語』8巻3号
  - 服部四郎（1979.04）「日本祖語について・14」『月刊言語』8巻4号
  - 服部四郎（1979.05）「日本祖語について・15」『月刊言語』8巻5号
  - 服部四郎（1979.06）「日本祖語について・16」『月刊言語』8巻6号
  - 服部四郎（1979.07）「日本祖語について・17」『月刊言語』8巻7号
  - 服部四郎（1979.08）「日本祖語について・18」『月刊言語』8巻8号
  - 服部四郎（1979.09）「日本祖語について・19」『月刊言語』8巻9号
  - 服部四郎（1979.10）「日本祖語について・20」『月刊言語』8巻10号
  - 服部四郎（1979.11）「日本祖語について・21」『月刊言語』8巻11号
  - 服部四郎（1979.12）「日本祖語について・22」『月刊言語』8巻12号

### 目録
- 『服部四郎著書論文目録』 服部四郎先生の古稀をお祝いする会 1980年
- 『服部四郎著書論文目録 増補改訂版』 汲古書院 1991年

### その他
- 『Studies in general and oriental linguistics, presented to Shiro Hattori on the occasion of his sixtieth birthday』 (Roman Jakobson、Shigeo Kawamoto 編) TEC Co、1970年
- 『現代言語学』 服部四郎先生定年退官記念論文集編集委員会 三省堂 1972年

## 関連施設等（データベース・危機言語研究関係等）
- 亀山市歴史博物館（服部四郎に関する展示があった）
- 東京言語研究所
- 島根県立大学メディアセンター服部四郎ウラル・アルタイ文庫データベース
- 北海道大学北方文民族言語学研究室（ツングース諸語やモンゴル諸語、シベリアなどの北方諸民族の言語を研究）
- 千葉大学文学部ユーラシア言語文化論講座（アイヌ語やニヴフ語などを含む北方諸民族の言語や文化を研究）
- 伊波普猷文庫目録（「沖縄学の父」伊波普猷の学術資料 琉球大学図書館提供）
- 沖縄学研究所
- 琉球語音声データベース（琉球語諸方言の辞典と音声データベース 琉球大学提供）
- 仲宗根政善言語資料（琉球方言研究の父・仲宗根政善の言語資料 琉球大学提供）
- 東京大学言語動態学教室（広く危機言語などの研究を行い、充実したデータベースを有する）
- 東京大学文学部言語学教室（日本の言語学教育の始まったところであり、研究対象言語も多岐にわたる）

## 関連組織等
- 日本言語学会
- 危機言語小委員会
- Terralingua（生物の多様性と言語の多様性を関連づけて活動するNGO）
- 東方学会